# 绿汁镇
绿汁镇，是中华人民共和国云南省玉溪市易门县下辖的一个镇。

## 行政区划
绿汁镇下辖以下地区：
绿汁村、河尾村、竹子村、木厂村、龙格利村、者拉村、腊品村和棚苴村。